# Episodi di 2 Broke Girls (seconda stagione)
La seconda stagione della sitcom 2 Broke Girls è stata trasmessa in prima visione assoluta negli Stati Uniti d'America da CBS dal 24 settembre 2012 al 13 maggio 2013.
In Italia, i primi 14 episodi sono stati trasmessi in prima visione da Joi, canale a pagamento della piattaforma Mediaset Premium, dal 1º gennaio al 2 aprile 2013; i restanti 10 episodi sono andati in onda dal 6 settembre al 4 ottobre 2013. In chiaro, è stata trasmessa da Italia 1 dal 18 ottobre 2013.
| nº | Titolo originale                 | Titolo italiano                      | Prima TV USA      | Prima TV Italia   |
| -- | -------------------------------- | ------------------------------------ | ----------------- | ----------------- |
| 1  | And the Hidden Stash             | ...e il bottino nascosto             | 24 settembre 2012 | 1º gennaio 2013   |
| 2  | And the Pearl Necklace           | ...e la collana di perle             | 1º ottobre 2012   | 8 gennaio 2013    |
| 3  | And the Hold-Up                  | ...e la rapina in casa               | 8 ottobre 2012    | 15 gennaio 2013   |
| 4  | And the Cupcake War              | ...e la guerra dei cupcake           | 15 ottobre 2012   | 22 gennaio 2013   |
| 5  | And the Pre-Approved Credit Card | ...e la carta preapprovata           | 5 novembre 2012   | 29 gennaio 2013   |
| 6  | And the Candy Manwich            | ...e le caramelle da uno sconosciuto | 12 novembre 2012  | 5 febbraio 2013   |
| 7  | And the Three Boys With Wood     | ...e le tentazioni della città       | 19 novembre 2012  | 12 febbraio 2013  |
| 8  | And the Egg Special              | ...e l'uovo speciale                 | 26 novembre 2012  | 19 febbraio 2013  |
| 9  | And the New Boss                 | ...e il nuovo capo                   | 3 dicembre 2012   | 26 febbraio 2013  |
| 10 | And the Big Opening              | ...e la grande inaugurazione         | 10 dicembre 2012  | 5 marzo 2013      |
| 11 | And the Silent Partner           | ...e il socio occulto                | 10 dicembre 2012  | 12 marzo 2013     |
| 12 | And the High Holidays            | ...e le feste da sballo              | 17 dicembre 2012  | 19 marzo 2013     |
| 13 | And the Bear Truth               | ...e il week-end con gli orsi        | 14 gennaio 2013   | 26 marzo 2013     |
| 14 | And Too Little Sleep             | ...e la notte in bianco              | 21 gennaio 2013   | 2 aprile 2013     |
| 15 | And the Psychic Shakedown        | ...e la truffa psichica              | 4 febbraio 2013   | 6 settembre 2013  |
| 16 | And the Plane Magic              | ...e il jet privato                  | 11 febbraio 2013  | 6 settembre 2013  |
| 17 | And the Broken Hip               | ...e l'anca rotta                    | 18 febbraio 2013  | 13 settembre 2013 |
| 18 | And not-so sweet Charity         | ...e i segni del cielo               | 25 febbraio 2013  | 13 settembre 2013 |
| 19 | And the Temporary Distraction    | ...e l'impiego temporaneo            | 18 marzo 2013     | 20 settembre 2013 |
| 20 | And the Big Hole                 | ...e il grande buco                  | 25 marzo 2013     | 20 settembre 2013 |
| 21 | And the Worst Selfie Ever        | ...e un vuoto da riempire            | 15 aprile 2013    | 27 settembre 2013 |
| 22 | And the Extra Work               | ...e il lavoro da comparse           | 29 aprile 2013    | 27 settembre 2013 |
| 23 | And the Tip Slip                 | ...e la foto rivelatrice             | 6 maggio 2013     | 4 ottobre 2013    |
| 24 | And the Window of Opportunity    | ...e la finestra di opportunità      | 13 maggio 2013    | 4 ottobre 2013    |

## ...e il bottino nascosto
- Titolo originale: And the Hidden Stash
- Diretto da: Fred Savage
- Scritto da: Michelle Nader

### Trama
Caroline riceve una chiamata da suo padre, ancora in prigione, che chiede di vederla, assieme a Max. Martin chiede loro di acquistare, all'asta di beneficenza in cui verranno venduti tutti i beni appartenuti ai Channing, la Coppa dell'Amicizia, un trofeo che Caroline vinse durante una gara di equitazione. Max, riflettendo, comunica a Caroline che crede che nel piedistallo della coppa vi sia nascosta una cospicua cifra.
- Guest star: Steven Weber
- Totale risparmiato: 727,00 $

## ...e la collana di perle
- Titolo originale: And the Pearl Necklace
- Diretto da: Fred Savage
- Scritto da: Michael Patrick King

### Trama
Dopo l'incontro con Martha Stewart, Max e Caroline attendono una sua chiamata che sembra non arrivare mai. Le due decidono allora di presentarsi nel suo ufficio senza appuntamento. Caroline nel frattempo rompe un oggetto prezioso, la sua collana di perle, che considerava come un portafortuna.
- Totale risparmiato: 877,00 $

## ...e la rapina in casa
- Titolo originale: And the Hold-Up
- Diretto da: Fred Savage
- Scritto da: Jhoni Marchinko

### Trama
Max e Caroline mostrano i loro veri caratteri quando la tavola calda viene rapinata. Nel frattempo vedono un altro lato di Han, il quale riesce a prendere in mano la situazione sventando il pericolo. Intanto, la codardia di Caroline provoca una sorta di frattura nel rapporto fra lei e Max, e tentano di risolvere la situazione andando a vedere un film al cinema.
- Totale risparmiato: 995,00 $

## ...e la guerra dei cupcake
- Titolo originale: And The Cupcake War
- Diretto da: Fred Savage
- Scritto da: Molly McAleer

### Trama
Caroline convince Max a fare un provino per la Guerra dei Cupcake, un reality con in palio un premio di diecimila dollari. Si trovano a competere contro due donne di New Orleans sopravvissute all'Uragano Katrina.
- Totale risparmiato: 1028,00 $

## ...e la carta preapprovata
- Titolo originale: And the Pre-Approved Credit Card
- Diretto da: Fred Savage
- Scritto da: Sonny Lee e Patrick Walsh

### Trama
Max e Caroline ricevono una carta di credito per la società, promettendosi di consultarsi prima di utilizzarla. Nel frattempo giunge in città uno dei figli di Earl, ex impiegato alla Chrysler di Detroit, deciso a seguire il suo sogno: fare il comico.
- Guest star: Cedric the Entertainer
- Totale risparmiato: 1128,00 $

## ...e le caramelle da uno sconosciuto
- Titolo originale: And the Candy Manwich
- Diretto da: Fred Savage
- Scritto da: Liz Feldman

### Trama
Max e Caroline decidono di prendersi una serata libera ed uscire a divertirsi. Max decide così di portare Caroline a cena alla mensa dei poveri di Williamsburg. Mentre cenano notano un ragazzo che entra e che attira l'attenzione di entrambe. Scoprono che si chiama Andy e che lavora al negozio di caramelle di fronte, aperto da poco. Appena terminata la cena decidono quindi di andare a conoscerlo. Andy si dimostra da subito interessato a Caroline. 
- Totale risparmiato: 1128,00 $

## ...e le tentazioni della città
- Titolo originale: And the Three Boys with Wood
- Diretto da: Thomas Kail
- Scritto da: Morgan Murphy

### Trama
Max e Caroline ospitano due ragazzi amish nel loro appartamento a patto che questi costruiscano una stalla per Chestnut nel loro giardino. Caroline nel frattempo ha la sua prima uscita con Andy che, intimorito dopo aver scoperto che si tratta di una Channing, non sa come comportarsi.
- Totale risparmiato: 1328,00 $

## ...e l'uovo speciale
- Titolo originale: And the Egg Special
- Diretto da: Thomas Kail
- Scritto da:

### Trama
Andy racconta alle ragazze che la mensa dei poveri di fronte al suo negozio ha chiuso i battenti dopo un omicidio. Caroline allora ha un'illuminazione: quello diventerà il loro negozio di cupcake. Per ottenere i soldi, Max deciderà di donare gli ovuli. Per una serie di disguidi le cose non andranno, però, come previsto. Sarà l'intervento di Sophie, che staccherà un assegno alle ragazze, a permettere loro di realizzare il loro sogno.
- Totale risparmiato: 21328,00 $

## ...e il nuovo capo
- Titolo originale: And the New Boss
- Diretto da: Fred Savage
- Scritto da:

### Trama
Max e Caroline decidono di assumere una stagista che le aiuti ad allestire il negozio. Caroline scoprirà una Max completamente diversa da quella che conosce: quest'ultima infatti si ritroverà a disagio nel comportarsi da capo.
- Totale risparmiato: 7328,00 $

## ...e la grande inaugurazione
- Titolo originale: And the Big Opening
- Diretto da: Lonny Price
- Scritto da:

### Trama
Sophie annuncia la sua imminente partenza per la Polonia, in quanto la casa sul lago che stava facendo costruire è pronta. Approfitterà della festa di inaugurazione del negozio di cupcake per salutare tutti. Proprio a quella festa, Max rivedrà una vecchia fiamma, Johnny, tornato single.
- Totale risparmiato: 5328,00 $

## ...e il socio occulto
- Titolo originale: And the Silent Partner
- Diretto da: Don Scardino
- Scritto da:

### Trama
Sophie è tornata dalla Polonia ma le ragazze scoprono da Han che non era stata costruita alcuna casa; il costruttore le aveva mentito, fuggendo con i soldi. Per tirarla su di morale, Max le offre una partecipazione alla società. Tuttavia, dopo un breve periodo di collaborazione, Sophie capisce che quello non è ciò che vuole, lasciando l'attività nelle mani delle ragazze.
- Totale risparmiato: 3328,00 $

## ...e le feste da sballo
- Titolo originale: And the High Holidays
- Diretto da: Don Scardino
- Scritto da:

### Trama
Si avvicina il periodo natalizio, ma nonostante questo gli incassi non aumentano. Max trova quindi un modo creativo per favorire gli introiti.
- Totale risparmiato: 100,00 $

## ...e il week-end con gli orsi
- Titolo originale: And the Bear Truth
- Diretto da: Scott Ellis
- Scritto da:

### Trama
Max e Caroline vincono un viaggio in una baita di montagna. Quando Caroline lo comunica ad Andy, questo crede che il week end sia per loro due. Partiranno quindi tutti e 3 e Caroline ed Andy decideranno di rompere, in quanto Caroline confessa che, al momento e in futuro, metterebbe solo gli affari al primo posto.
- Totale risparmiato: 900,00 $

## ...e la notte in bianco
- Titolo originale: And Too Little Sleep
- Diretto da: Scott Ellis
- Scritto da:

### Trama
Max e Caroline ricevono un ordine di cupcake che avrebbe fatto ottenere loro un ottimo incasso. Aiutate dallo staff del diner, prima, e da Andy, poi, riusciranno a portarlo a termine dopo una notte piena di difficoltà.
- Totale risparmiato: 4900,00 $

## ...e la truffa psichica
- Titolo originale: And the Psychic Shakedown
- Diretto da: Ken Whittingham
- Scritto da:

### Trama
Dopo che Andy ha chiuso il suo negozio di caramelle, Caroline decide di farsi leggere il futuro da una veggente: sarà una donna che non si accorgerà della solitudine a causa del grandissimo successo che otterrà negli affari.
- Totale risparmiato: 4800,00 $

## ...e il jet privato
- Titolo originale: And the Plane Magic
- Diretto da: Ken Whittingham
- Scritto da:

### Trama
Max e Caroline vengono invitate ad assistere alla cerimonia dei Grammy Awards. Viaggeranno sul vecchio jet privato di Caroline in compagnia del rapper 2 Chainz. Il jet però si guasta e saranno costrette ad un atterraggio di emergenza. Troveranno un modo alternativo per partecipare alla cerimonia.
- Guest star: 2 Chainz
- Totale risparmiato: 4800,00 $

## ...e l'anca rotta
- Titolo originale: And the Broken Hip
- Diretto da: Ken Whittingham
- Scritto da:

### Trama
Max e Caroline vogliono sbarazzarsi di un fastidioso uomo che, davanti al loro negozio, sta inscenando uno spettacolo di burattini, facendo fuggire i clienti. Durante una discussione l'uomo scivola su un cupcake, denunciando il negozio.
- Guest star: Andy Dick
- Totale risparmiato: 3800,00 $

## ...e i segni del cielo
- Titolo originale: And not-so sweet Charity
- Diretto da: Fred Savage
- Scritto da:

### Trama
Max e Caroline ricevono una proposta: rinunciare al negozio in cambio di un assegno da 25000 $. Max è convinta che debbano accettare, Caroline invece vuole tentare un'ultima strada. Le due si rivolgeranno a Charity, zia di Caroline, sperando di ottenere un prestito. La donna in un primo momento accetta ma blocca l'assegno all'ultimo, facendo così perdere il negozio alle ragazze.
- Guest star: Missi Pyle (Charity)
- Totale risparmiato: 1,00 $

## ...e l'impiego temporaneo
- Titolo originale: And the Temporary Distraction
- Diretto da: Fred Savage
- Scritto da:

### Trama
Dopo aver chiuso l'attività, Max e Caroline decidono di accettare un lavoro ad ore in un ufficio, per ottenere soldi extra. Mentre Max passa il tempo guardando buffi video su internet, Caroline si impegna al massimo riuscendo, in una sola giornata, ad ottenere una promozione. Sebbene sia felice e decisa ad accettare il posto, Max riesce a farla licenziare.
- Guest star: Debra Wilson
- Totale risparmiato: 5,00 $

## ...e il grande buco
- Titolo originale: And the Big Hole
- Diretto da: Fred Savage
- Scritto da:

### Trama
Max e Caroline trascorrono l'ennesima notte in bianco a causa di Oleg e Sophie che le tengono sveglie durante i rapporti sessuali. La mattina seguente Caroline arriva in ritardo al lavoro e ha una discussione con Han che si conclude con il licenziamento di lei. Caroline decide quindi di offrirsi per riordinare l'appartamento di Oleg a pagamento, in modo che così Sophie possa andare da lui durante le notti di fuoco. Nel frattempo Max, sotto consiglio di Earl, trova il modo di far riappacificare Han e Caroline e a far riottenere il posto a quest'ultima.
- Totale risparmiato: 205,00 $

## ...e un vuoto da riempire
- Titolo originale: And the Worst Selfie Ever
- Diretto da: Phill Lewis
- Scritto da:

### Trama
Max svegliandosi scopre che Andy ha passato la notte con Caroline. Quest'ultima, qualche ora dopo, inizia a percepire un fastidio intimo. Max allora confessa all'amica che Andy si vede con altre ragazze: Caroline decide così di sottoporsi al test per l'herpes.
- Totale risparmiato: 205,00 $

## ...e il lavoro da comparse
- Titolo originale: And the Extra Work
- Diretto da: Michael McDonald
- Scritto da:

### Trama
Il diner viene scelto come location per girare un episodio della sere televisiva Law & Order - Unità vittime speciali. A Max, Caroline e Earl viene offerto un ruolo da comparse. Le ragazze accettano in quanto bisognose di soldi per cambiare i ferri di Chestnut. Verranno però tagliate fuori dalla scena ma Han riuscirà lo stesso a far ottenere loro i soldi che necessitano.
- Guest star: Kyle Gass
- Totale risparmiato: 1205,00 $

## ...e la foto rivelatrice
- Titolo originale: And the Tip Slip
- Diretto da: Lonny Price
- Scritto da:

### Trama
Una ex dipendente di Martin Channing sta per pubblicare un libro-scandalo su di lui. Caroline deciderà di andare al programma televisivo in cui verrà presentato il libro e cercare di smentire tutto ciò che la donna dirà. Con l'aiuto di Max, e di una foto di Martin, riuscirà nel suo intento.
- Guest star: Piers Morgan, Steven Weber
- Totale risparmiato: 940,00 $

## ...e la finestra di opportunità
- Titolo originale: And the Window of Opportunity
- Diretto da: Lonny Price
- Scritto da:

### Trama
Han decide di far valutare il diner. Dopo aver ricevuto una "B" telefona all'ispettrice per chiederle spiegazioni. Questa gli comunica che la valutazione è così bassa a causa delle condizioni di una stanza dietro la cucina, di cui tutti al diner ignoravano l'esistenza. Max e Caroline si offrono di pulirla ma nel mentre hanno un brusco litigio. Max scivola sull'acqua e aggrappandosi ad un filo elettrico prende la scossa. Caroline riesce a rianimarla e le due hanno un'illuminazione: quella stanza diventerà il loro nuovo negozio di cupcake. Mentre le due ragazze sono affacciate alla finestra a pensare al futuro, Sophie distrugge sotto i loro occhi la macchina di Oleg, che l'ha tradita.
- Totale risparmiato: 1540,00 $